# 芒施府
芒施府，是明朝在云南省西部设置的一个府，位于今芒市一带。

## 历史
元朝末期，茫施路被麓川路勐卯政权吞并，但明朝未承认麓川的扩张及对茫施统治的事实。洪武十五年（1382年）置芒施府，属云南承宣布政使司。然而当时的云南军事状态尚未稳定，明朝改元之路为府，後廢，麓川之役后，因芒市“陶孟”从征有功，明廷于正统八年（1443年）设置芒市御夷长官司。
方國瑜认为当时的云南军事状态尚未稳定，明朝改元之路为府，拟定全部政区名号，只是计划设立的政权，实际并未设置。